# メアリー・ペルトラ
メアリー・サトラー・ペルトラ（Mary Sattler Peltola, 出生時姓: サトラー（Sattler）; ユピック語名: アカレク（Akalleq）; 旧姓: カプスナー（Kapsner）; 1973年8月31日 - ）は、アメリカ合衆国の政治家、元部族判事である。2022年9月よりアラスカ州全州区の連邦下院議員を務めている。連邦下院議員以前はオルツァラルミウト先住民評議会部族裁判所判事、クスコクウィム川部族間魚類委員会事務局長、アラスカ州下院議員を務めていた。
民主党所属のペルトラは、2022年3月に死去したドン・ヤングの後任を選出する補欠選挙で元アラスカ州知事のサラ・ペイリンとアラスカ州政策フォーラム理事のニック・ベギーチを相手に番狂わせの勝利を果たした。これにより彼女は史上初のアラスカ先住民の連邦議員かつ唯一のロシア正教徒かつ、アラスカ州史上初の女性連邦下院議員となった。また、アラスカ州で民主党の連邦下院議員が誕生するのは1972年のニック・ベギーチ・シニア以来のことであった。その後、2022年11月に行われた通常選挙でもペイリンとベギーチに勝利し再選を果たした。

## 生い立ちと教育
ペルトラは西アラスカ出身のユピック族である。彼女は1973年8月31日にアラスカ州アンカレッジで生まれた。父はネブラスカ州出身のドイツ系アメリカ人のウォード・サトラー（Ward Sattler）であり、パイロット及び教師として働くためにアラスカ州へと移った身であった。母のエリザベス・"リズアン"・ピシガク・ウィリアムズ（Elizabeth "LizAnn" Piicigaq Williams）はクウェスルック出身のユピック族であった。ペルトラはクウィスルク 、タンタチューリアック、プラティナム、ベセルのコミュニティで育った。幼少期はドン・ヤング下院議員の選挙運動に参加する父と共にアラスカ州中を旅していた。大学時代はアラスカ州魚類狩猟局でニシンとサケの技術者として働いた。彼女は1991年から1994年まで北コロラド大学で初等教育を学び、さらに1994年から1995年までアラスカ大学フェアバンクス校、1995年から1997年までアラスカ大学サウスイースト校、1997年から1998年までアラスカ大学アンカレッジ校で受講した。
1995年に彼女はミス・アメリカインディアン国民会議のページェントで勝利した。大会で彼女はユピック族の踊りを2つ披露し、リス皮のパーカー、オオカミの毛の頭飾り、ムックルックといった伝統的衣装を着用した。

## キャリア

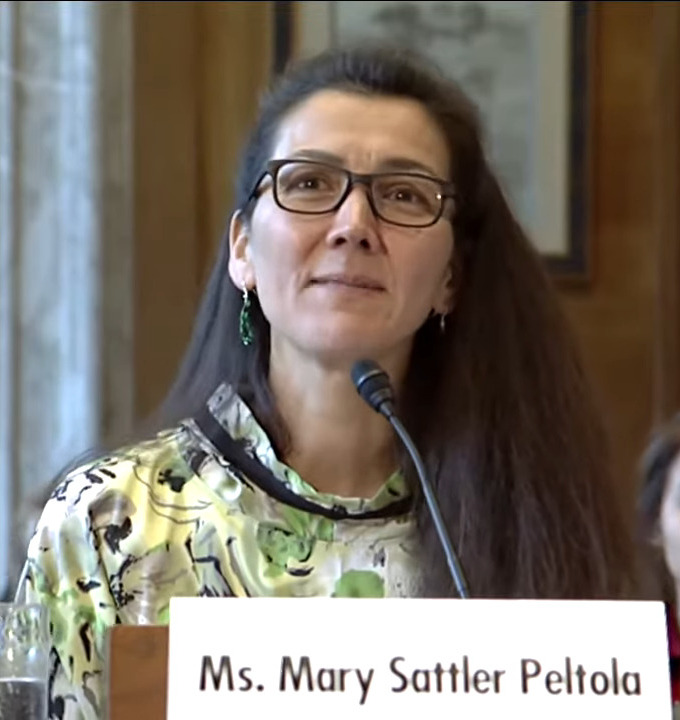
上院インディアン問題委員会で証言するペルトラ（2018年）

### アラスカ州下院議員 (1999年-2009年)
1996年、ペルトラはアラスカ州議会のインターンであった。その後ベセル地域で立候補したが、現職のイヴァン・イヴァンに56票差で破れた。ペルトラは本選挙ではアイヴァンの対抗馬である無所属候補のウィリー・カサユリーの選挙事務長を務めた。その後は記者として活動した。
1998年の民主党予備選挙でイヴァンとの再戦に勝利したペルトラはアラスカ州下院議員となった。当時の彼女はジョナサン・カプスナー（Jonathan Kapsner）と結婚していたが、投票用紙は旧姓であった。彼女は多くのあいだ無投票か最小限の反対票で再選を果たし、最も接戦であったのは2002年の予備選挙で復帰を賭けて挑んできたイヴァンとの争いであった。
下院でペルトラは税務、資源、保健・社会福祉といった様々な常任委員会に所属していた。彼女は地方やオフロードのコミュニティを代表する超党派の上下院議員で構成されるブッシュ・コーカスの再建に貢献した。

### その後のキャリア (2009年-2022年)
2010年にペルトラは連邦上院議員選挙に出馬する共和党のリーサ・マーカウスキーを支援した。2008年から2014年まではドンリン・クリーク・マインの地域開発および持続可能性担当マネージャーとして働いた。2011年にベセル市評議会に選出され、2013年の任期満了まで務めた。2015年から2017年までは州のロビイストとして活動した。2017年からはクスコクウィム川部族間魚類委員会の事務局長を務めた。2020年から2021年まではオルツァラルミウト先住民評議会の部族裁判所判事を務めた。

## 連邦下院議員 (2022年-現在)

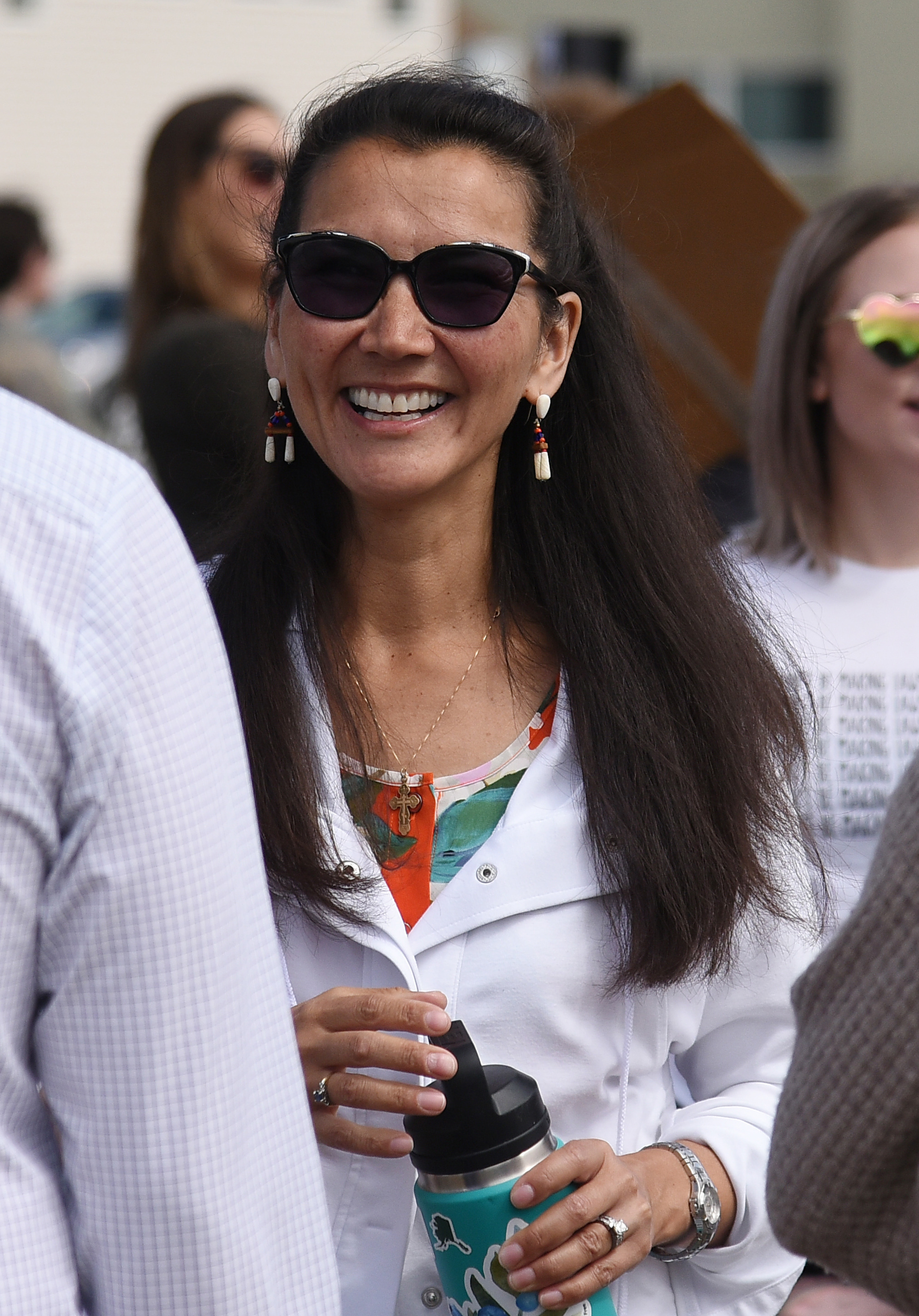
プランド・ペアレントフッドの集会でのペルトラ（2022年7月）

### 選挙

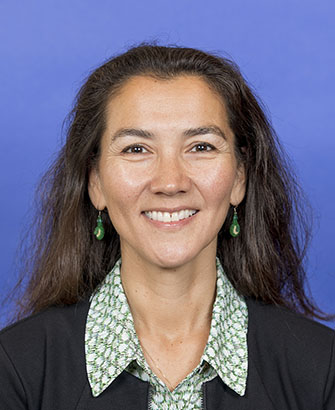
アメリカ合衆国第117議会でのペルトラ

#### 2022年特別選挙
ペルトラは任期途中で亡くなったドン・ヤングの後任となる州昇格以来5人目の連邦下院議員を選出する2022年アラスカ州全州選挙区特別選挙に出馬し、本選挙に残った3人の候補者のうちの1人となった。彼女は本選挙に残った唯一の民主党候補者であり、4位での進出となった。予備選で3位だった無所属のアル・グロスは本選挙を辞退したため、彼女の対抗馬は共和党のサラ・ペイリン元知事とニック・ベギーチ3世の2人となった。グロスは辞退後にペルトラの支持に回った。またアラスカ州の有権者3人が予備選5位で共和党のタラ・スウィーニーの本戦進出が認められなかったことに異議を唱えたが、敗訴した。スウィーニーはその後、出馬を取り下げた。ペルトラは優先順位投票の集計によりペイリンとベギーチを破った。

#### 2022年選挙
ペルトラは2022年の通常選挙での当選を目指した。彼女は得票率1位の36.8%で予備選を突破した。上院4期目を目指しているアラスカ州共和党のリーサ・マーカウスキーはアラスカ先住民連盟大会の議員に2022年選挙ではペルトラに投票する意向を明かした。マカウスキーは「私は党指導者に頼まれたからといってその方針に従うことはしない。（中略）私の第一の義務はアラスカ州の人々に対して負っている」と述べた。
2022年11月の選挙に先立ち、ペルトラはドン・ヤングの娘のジョニ・ネルソンとドーン・ヴァレリー、さらに彼の元コミュニケーション・ディレクターのザック・ブラウンから支持を受けたことを発表した。その他、ヤングの様々な友人や元スタッフが正式な推薦状を以てペルトラを支持した。ペルトラは最初の投票で49%弱の票を得た。11月23日、落選した3位候補のニック・ベギーチ3世にペルトラが2位として投じられた票が加算され、優先順位投票が54.9%となってペイリンを破って当選が確定した。

### 任期

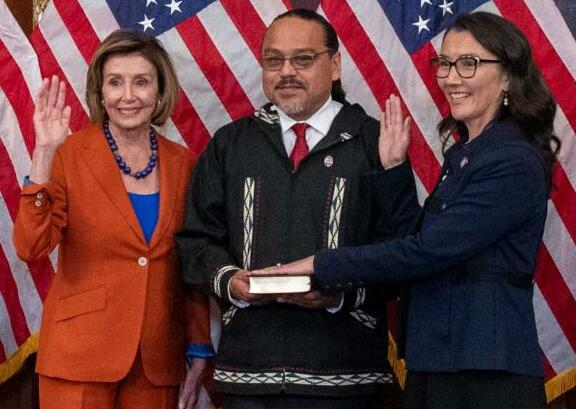
夫ジーン（中央）が見守る中、ナンシー・ペロシ下院議長（左）に宣誓するペルトラ

ペルトラは2022年9月13日にアラスカ州代表の連邦下院議員として宣誓した。彼女の宣誓により、連邦議会にはアラスカ先住民（ペルトラ）、ネイティブ・アメリカン（シャリス・デイビッズ、イヴェット・ヘレル、マークウェイン・モーリン、トム・コール）、ハワイ先住民（カイ・カヘレ）が同時に就任した。彼女はデイビッズ、ヘレル、デブ・ハーランドに続く4人目の先住民系の女性議員であった。
2022年9月29日、ペルトラは自身初の法案を下院で可決した。この法案は退役軍人省に食料安全保障局を設置するというものである。ペルトラは退役軍人はアラスカ州の人口の約10%を占め、その多くが食糧難に苦しんでいると述べた。ペルトラの法案は376対49で下院を通過した。
2022年鉄道労働争議の際、ペルトラは鉄道労働者に新たな契約を課す法案に反対票を投じた8人の民主党下院議員のうちの1人であった。彼女は有給休暇が含まれない契約は支持できず、「医者にかかること、病欠すること、そして失職したり厳罰を受けることが無いということは人権や生活の質の問題のように思えるのです」と述べた。

### 委員会
- 教育労働委員会（英語版）[33]
- 天然資源委員会（英語版）[36]

## 私生活
ペルトラは史上初のアラスカ州生まれの連邦下院議員である。夫はインディアン事務局アラスカ地区事務所長であったジーン・ペルトラ（Gene Peltola）であり、アラスカ州西部のベセルで共に生活していたが、2023年9月12日にジーンが不慮の飛行機事故に巻き込まれたため死別。実子4人と継子3人がいる。アラスカ先住民であるペルトラはオルツァラルミウト先住民評議会の部族会員である。彼女はアラスカ州ロシア正教会の信者である。

## 選挙戦歴
| 政党     | 政党                 | 候補者                | 得票数 | 得票率 (%) |
| -------- | -------------------- | --------------------- | ------ | ---------- |
|          | 民主党               | イヴァン・イヴァン    | 1,228  | 39.6       |
|          | 民主党               | メアリー・K・サトラー | 1,172  | 37.8       |
|          | 西アラスカ独立民主党 | ウィリー・カサユリエ  | 701    | 22.6       |
| 総得票数 | 総得票数             | 総得票数              | 3,101  | 100        |

| 政党     | 政党             | 候補者                    | 得票数 | 得票率 (%) |
| -------- | ---------------- | ------------------------- | ------ | ---------- |
|          | 民主党           | メアリー・サトラー        | 1,667  | 53.41      |
|          | 民主党           | イヴァン・イヴァン (現職) | 1,233  | 39.51      |
|          | 西アラスカ独立党 | ダリオ・ノッティ          | 221    | 7.08       |
| 総得票数 | 総得票数         | 総得票数                  | 3,121  | 100        |

| 政党     | 政党             | 候補者             | 得票数 | 得票率 (%) |
| -------- | ---------------- | ------------------ | ------ | ---------- |
|          | 民主党           | メアリー・サトラー | 3,287  | 72.18      |
|          | 西アラスカ独立党 | ダリオ・ノッティ   | 1,210  | 26.57      |
|          | 記入候補         |                    | 57     | 1.25       |
| 総得票数 | 総得票数         | 総得票数           | 4,554  | 100        |

| 政党     | 政党     | 候補者                      | 得票数 | 得票率 (%) |
| -------- | -------- | --------------------------- | ------ | ---------- |
|          | 民主党   | メアリー・カプスナー (現職) | 1,201  | 100        |
| 総得票数 | 総得票数 | 総得票数                    | 1,201  | 100        |

| 政党     | 政党     | 候補者                      | 得票数 | 得票率 (%) |
| -------- | -------- | --------------------------- | ------ | ---------- |
|          | 民主党   | メアリー・カプスナー (現職) | 4,321  | 97.5       |
|          | 記入候補 |                             | 111    | 2.5        |
| 総得票数 | 総得票数 | 総得票数                    | 4,432  | 100        |

| 政党     | 政党     | 候補者                      | 得票数 | 得票率 (%) |
| -------- | -------- | --------------------------- | ------ | ---------- |
|          | 民主党   | メアリー・カプスナー (現職) | 918    | 64.51      |
|          | 民主党   | イヴァン・イヴァン          | 505    | 35.49      |
| 総得票数 | 総得票数 | 総得票数                    | 1,423  | 100%       |

| 政党     | 政党     | 候補者                      | 得票数 | 得票率 (%) |
| -------- | -------- | --------------------------- | ------ | ---------- |
|          | 民主党   | メアリー・カプスナー (現職) | 3,419  | 97.28      |
|          | 記入候補 |                             | 93     | 2.72       |
| 総得票数 | 総得票数 | 総得票数                    | 3,419  | 100        |

| 政党     | 政党     | 候補者                      | 得票数 | 得票率 (%) |
| -------- | -------- | --------------------------- | ------ | ---------- |
|          | 民主党   | メアリー・カプスナー (現職) | 1,538  | 100        |
| 総得票数 | 総得票数 | 総得票数                    | 1,538  | 100        |

| 政党     | 政党     | 候補者                      | 得票数 | 得票率 (%) |
| -------- | -------- | --------------------------- | ------ | ---------- |
|          | 民主党   | メアリー・カプスナー (現職) | 3,935  | 97.84      |
|          | 記入候補 |                             | 87     | 2.16       |
| 総得票数 | 総得票数 | 総得票数                    | 3,935  | 100        |

| 政党     | 政党     | 候補者                      | 得票数 | 得票率 (%) |
| -------- | -------- | --------------------------- | ------ | ---------- |
|          | 民主党   | メアリー・カプスナー (現職) | 1,451  | 100        |
| 総得票数 | 総得票数 | 総得票数                    | 1,451  | 100        |

| 政党     | 政党     | 候補者                      | 得票数 | 得票率 (%) |
| -------- | -------- | --------------------------- | ------ | ---------- |
|          | 民主党   | メアリー・カプスナー (現職) | 3,553  | 97.40      |
|          | 記入候補 |                             | 95     | 2.60       |
| 総得票数 | 総得票数 | 総得票数                    | 3,648  | 100        |

| 政党     | 政党                       | 候補者              | 第1ラウンド | 第1ラウンド | 第1ラウンド | 最終ラウンド | 最終ラウンド |
| 政党     | 政党                       | 候補者              | 得票数      | 得票率      | 加算票数    | 得票数       | 得票率       |
| -------- | -------------------------- | ------------------- | ----------- | ----------- | ----------- | ------------ | ------------ |
|          | 民主党                     | メアリー・ペルトラ  | 74,817      | 39.66%      | +15,467     | 91,266       | 51.48%       |
|          | 共和党                     | サラ・ペイリン      | 58,339      | 30.92%      | +27,053     | 86,026       | 48.52%       |
|          | 共和党                     | ニック・ベギーチ3世 | 52,536      | 27.85%      | -52,536     | 敗退         | 敗退         |
|          | 記入候補                   | 記入候補            | 2,974       | 1.58%       | -2,974      | 敗退         | 敗退         |
| 総得票数 | 総得票数                   | 総得票数            | 188,666     | 100.00%     |             | 177,423      | 94.04%       |
| 無効票   | 無効票                     | 無効票              | 0           | 0.00%       | +11,243     | 11,243       | 5.96%        |
|          | 民主党が共和党から議席奪還 |                     |             |             |             |              |              |

| 政党     | 政党             | 候補者                    | 第1ラウンド | 第1ラウンド | 第1ラウンド | 第2ラウンド | 第2ラウンド | 第2ラウンド | 最終ラウンド | 最終ラウンド |
| 政党     | 政党             | 候補者                    | 得票数      | 得票率      | 加算票数    | 得票数      | 得票率      | 加算票数    | 得票数       | 得票率       |
| -------- | ---------------- | ------------------------- | ----------- | ----------- | ----------- | ----------- | ----------- | ----------- | ------------ | ------------ |
|          | 民主党           | メアリー・ペルトラ (現職) | 128,329     | 48.68%      | +1,038      | 129,433     | 49.20%      | +7,460      | 136,893      | 54.94%       |
|          | 共和党           | サラ・ペイリン            | 67,732      | 25.74%      | +1,064      | 69,242      | 26.32%      | +43,013     | 112,255      | 45.06%       |
|          | 共和党           | ニック・ベギーチ3世       | 61,431      | 23.34%      | +1,988      | 64,392      | 24.48%      | -64,392     | 敗退         | 敗退         |
|          | リバタリアン党   | クリス・バイ              | 4,560       | 1.73%       | -4,560      | 敗退        | 敗退        | 敗退        | 敗退         | 敗退         |
|          | 記入候補         | 記入候補                  | 1,096       | 0.42%       | -1,096      | 敗退        | 敗退        | 敗退        | 敗退         | 敗退         |
| 総得票数 | 総得票数         | 総得票数                  | 263,148     | 100.00%     |             | 263,067     | 100.00%     |             | 249,148      | 100.00%      |
| 無効票   | 無効票           | 無効票                    | 2,193       | 0.83%       | +906        | 3,097       | 1.16%       | +14,765     | 17,016       | 5.55%        |
|          | 民主党が議席維持 |                           |             |             |             |             |             |             |              |              |